# Liste der uruguayischen Botschafter in Venezuela
Die Liste der Botschafter Uruguays in Venezuela stellt einen Überblick über die Leiter der uruguayischen diplomatischen Vertretung in Venezuela seit dem 23. September 1912 bis heute dar.
| Name                          | Besonderheiten  | Ernennung                                                        | Amtsende           |
| ----------------------------- | --------------- | ---------------------------------------------------------------- | ------------------ |
| Carlos Blixen                 |                 | 23. September 1912                                               |                    |
| Rafael Fosalba                |                 | 2. April 1918                                                    |                    |
| Carlos de Santiago            |                 | 13. Juli 1928                                                    |                    |
| Carlos Masanés                |                 | 23. März 1938                                                    |                    |
| Ramón Píriz Cohelo            |                 | 27. November 1940                                                |                    |
| Juan Carlos Bernárdez         |                 | 27. Dezember 1948                                                |                    |
| Juan Carlos Bernárdez         |                 | 27. Dezember 1960                                                | 9. September 1965  |
| Alfredo Freyre                |                 | 7. Juli 1966                                                     | 17. September 1968 |
| Vidal Aller Pesquera          |                 | 1. Oktober 1968                                                  |                    |
| Hugo Fernández Artuccio       |                 | 28. Mai 1969                                                     | 5. Februar 1974    |
| Jorge Duran Comparada         |                 | 6. Februar 1974                                                  |                    |
| Julio César Lupinacci         |                 | 14. Oktober 1975                                                 |                    |
| Raúl Liard                    |                 | 14. Oktober 1975                                                 |                    |
| Miguel Angel Peña             |                 | 27. Juni 1985                                                    |                    |
| Justo Boero Brian             |                 | 13. August 1985 (Aufnahme der Amtsgeschäfte: 6. November 1985)   |                    |
| Alberto Rodríguez Nin         |                 | 11. Dezember 1987 (Aufnahme der Amtsgeschäfte: 11. Februar 1988) |                    |
| Raúl Lago                     |                 | 31. August 1993 (Aufnahme der Amtsgeschäfte: 5. November 1993)   | 9. März 1999       |
| Juan José Arteaga             |                 | 25. Mai 1999 (Aufnahme der Amtsgeschäfte: 22. Juli 1999)         |                    |
| Julio César Benítez Sáenz     |                 | 23. August 2004                                                  | 25. Mai 2005       |
| Gerónimo Cardozo              |                 | 24. Mai 2005                                                     | 22. Juni 2009      |
| Jorge Mazzarovich             |                 | 22. Juni 2009                                                    | 6. Dezember 2010   |
| Oscar Ramos                   |                 | 23. Dezember 2010                                                | Februar 2016       |
| José Luis Remedi Zunini       | Geschäftsträger | 12. Oktober 2018                                                 | 29. November 2018  |
| Luis Enrique Pérez Barthaburú | Geschäftsträger | 29. November 2018                                                |                    |

Quelle: 